# Wackerhagen

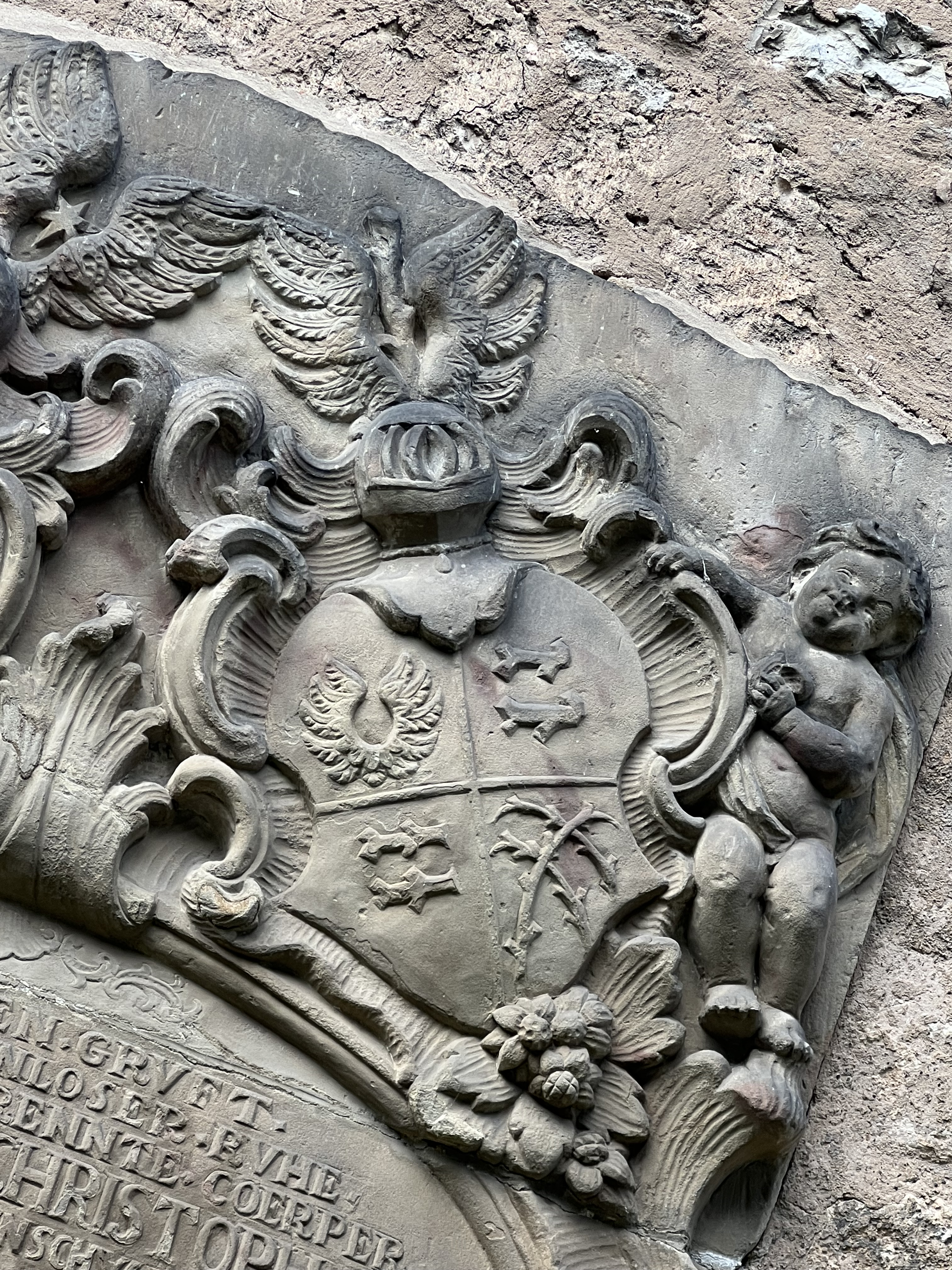
Detail vom Epitaph der Sophie Elisabeth Wackerhagen (1700–1774): Wappenschild Wackerhagen

Wackerhagen ist der Name einer mitteldeutschen Gelehrtenfamilie, der unter anderen folgende Personen entstammen:

## Stammreihe in Auszügen
- Wilhelm Wackerhagen (ca. 1535–1608), über 50 Jahre braunschw.-lüneb. Amtmann bzw. Oberamtmann in Wolfenbüttel
  - dessen Sohn Wilhelm Wackerhagen (1575–1662), Pastor in Braunschweig; ⚭ um 1570 in Braunschweig mit Elisabeth Johanne von Hamstedt (um 1540–1615). Deren Abkömmlinge waren unter anderen:
    - Friedrich Christoph Wackerhagen (1652–1713), Bürgermeister von Blankenburg (Harz)
    - Heinrich Julius Wackerhagen (1653–1722), Rentmeister und Obereinnehmer in Blankenburg und Westerhausen; ⚭ (II.) 1699 in Mansfeld mit Christine Elisabeth Kersten (* 1653)
      - deren Sohn Georg August Christian von Wackerhagen (1703–1771), königl. preußischer geheimer Kriegsrat und Landrentmeister in Halberstadt, 1757 bis 1758 unter dem franz. Marschall Richelieu als Geisel verschleppt

    - Johann Friedrich Wackerhagen (1658–1717), Amtmann, Drost und Rittergutsbesitzer; ⚭ 1687 in Blankenburg mit Anna Eleanore Grofe (1672–1746?)
      - deren Sohn Bernhard Friedrich von Wackerhagen (1694–1747), anhalt-dessauischer Oberforstmeister und Rittergutsbesitzer

    - Christian Julius Wackerhagen (1667–1748), Amtmann und Oberfaktor in Braunlage, Opfer fürstlicher Willkür; ⚭ (I.) 1694 in Goslar mit Dorothea Margaretha von Wehnde (1664–1720)
      - deren Enkel Friedrich Christian Wackerhagen (1741–1790), Amtmann in Allersheim und Bevern, Pächter der Glasmanufaktur Schorborn; ⚭ (II.) 1781 in Holzminden mit Juliane Henriette Elisabeth Wiechmann (1755–1834), Tochter des Oberamtmanns in Ottenstein Friedrich Wiechmann (1705–1790) und der Helene Juliane Cleve (1730–1792)
        - deren Sohn Carl August Wackerhagen (1786–1857), Teilnehmer der Schlacht von Waterloo, Leutnant, später Gutsbesitzer auf Südhagen bei Hattendorf, Grafschaft Schaumburg-Lippe; ⚭ 1822 in Hannover mit Luise Friederike Ernestine Bödeker (1787–1862)

      - Carl Franz Urban Wackerhagen (1743–1813), Braunschw. Lüneb. Hofgerichtssekretär in Wolfenbüttel, Bruder von Friedrich Christian; ⚭ 1776 in Holzminden mit Lucia Ernestina Philippina Wiechmann (Schwester der Frau seines Bruders)

    - Johann Friedrich Wackerhagen (1681–1747), Hofrat und Oberamtmann in Großbodungen; ⚭ 1712 in Herzberg am Harz mit Dorothea Juliane Schlemm (* 1681)
      - Ernst August Wackerhagen (1717–1792), Amtmann in Hedwigsburg, Pöhlde und Herzberg, Hofrat, 1761 von den Franzosen als Geisel aus Herzberg verschleppt; ⚭ (I.) 1744 in Schernberg mit Katharina Dorothea von Windheim (1724–1753); er ⚭ (II.) 1753 in Pohlde mit Sophie Hedwig von Windheim (1726–1763)
      - Rudolf Friedrich Wackerhagen (1721–1804), Kanzleirat, Justizrat, Generalpostsekretär; ⚭ (II.) 1769 in Jeinsen mit Charlotte Henriette Rumann (1742–1809)
        - Johann Carl Christian Wackerhagen (1770–nach 1816), Postdirektor in Harburg, Freimaurer, Verfasser mehrerer Schriften
        - August Günther Georg Wackerhagen (1774–?), Pastor in Schoharie, USA, Sekretär der evangelisch-lutherische Synode von Neuyork

Bislang nicht genealogisch in diese Familie einzuordnen ist dagegen:
- Hilde Wackerhagen (geb. 1945), Kabarettistin und Regisseurin